# NZZN
 (juillet 2018).
NZZN (acronyme pour Necas, Zica e Zé Nuno) est un groupe de heavy metal portugais, originaire de Cascais. Formé en 1979, il est l'un des groupes ayant gagné en notoriété avec le boom du rock portugais. En trois ans d'existence, ils comptent deux singles et un album studio.

## Biographie
Peu de groupes réussissent à acquérir le matériel nécessaire pour enregistrer du rock au Portugal au début des années 1980. Formé à la fin 1979, par Armindo (chant), Necas (guitare), Zé Nuno (basse) et Zica (batterie), NZZN initie des reprises musicales de Van Halen et AC/DC, mais avec le boom du rock en 1980 dans le pays, le groupe commence à enregistrer ses propres compositions en optant pour des textes dans sa langue maternelle.
En 1980, NZZN contacte le label Vadeca, affilié au groupe Valentim de Carvalho, qui parie sur des groupes portugais, et invite l'A&R Ilídio Viana à assister aux répétitions de l'Associação Popular de Paço D'Arcos. Le groupe parie la victoire et sort le single Vem daí (1981).
Avec ce morceau, le groupe de Cascais gagne une place dans l'histoire de la musique nationale pour avoir publié le premier single de heavy metal portugais, qui atteint rapidement le sommet du meilleur programme de radio commerciale, Rock In Stock. Pour la première fois, un groupe ose chanter un rock agressif associant langue portugaise et critique sociale. Le 19 avril 1981, ils participent au deuxième anniversaire du programme radio de Rock In Stock au Pavillon Restelo, avec UHF, Xutos e Pontapés, IODO  et Opinião Pública. Ces groupes effectuent les premières parties en concert pour UHF et gagnent en visibilité. Ainsi, NZZN effectue une tournée complète comme groupe de soutien à UHF.

## Membres

### Derniers membres
- Armindo — chant (1979–1982)
- Necas — guitare électrique (1979–1982)
- Paulo — guitare basse (1982)
- Zica — batterie (1979–1982)

### Ancien membre
- Zé Nuno — basse (1979–1981)

## Discographie

### Albums studio
- 1982 : Forte e Feio

### Singles
- 1981 : Vem Daí
- 1981 : Trip Fixe